# Fulvia Franco
Fulvia Franco (21 de mayo de 1931 - 15 de mayo de 1988) fue una actriz y modelo italiana, además ganadora de un certamen de belleza.

## Vida y carrera
Nació en Trieste, hija de un empresario, Franco ganó en 1948 la tercera edición del concurso de belleza Miss Italia en Stresa. Como parte del concurso que proporcionó para la ganadora un papel en una película con Totò, miembro del jurado, y finalmente Franco apareció en Totó al giro d'Italia. Gracias al éxito de la película, Franco continuó su carrera en el cine, incluso apareciendo en papeles principales; su papel más significativo y críticamente apreciado era la viuda sensual en L'avventura di un soldato, el debut como director de Nino Manfredi, que era parte de la película de antología L'amore difficile.
Franco se casó con el actor y boxeador Tiberio Mitri durante unos veinte años con quien tuvo un hijo llamado Alesandro, y ella actuó con su esposo en varias fotonovelas.

## Filmografía seleccionada
- Totò al giro d'Italia (1948)
- Romanticismo (1950)
- Primo premio: Mariarosa (1952)
- Il romanzo della mia vita (1952)
- Totò a colori (1952)
- Bellezze in moto-scooter (1952)
- Finalmente libero! (1954)
- Toto in Hell (1955)
- Le avventure di Giacomo Casanova (1955)
- Peppino, le modelle e chella là (1957)
- Tempest (1958)
- Hercules Unchained (1959)
- Some Like It Cold (1960)
- Of Wayward Love (1962)
- Massacre at Marble City (1964)
- High Infidelity (1964)
- Hercules, Samson and Ulysses (1964)
- A Coffin for the Sheriff (1965)
- Letti sbagliati (1965)
- Two Sons of Ringo (1966)
- Don Chisciotte and Sancio Panza (1968)